# Кожакорган
Кожакорган (каз. Қожақорған) — село в Сайрамском районе Туркестанской области Казахстана. Административный центр Арысского сельского округа. Находится примерно в 15 км к северу от районного центра, села Аксукент. Код КАТО — 515237100.

## Население
В 1999 году население села составляло 4338 человек (2204 мужчины и 2134 женщины). По данным переписи 2009 года, в селе проживало 5619 человек (2867 мужчин и 2752 женщины).